# Wilhelm Bölsche (Schriftsteller)

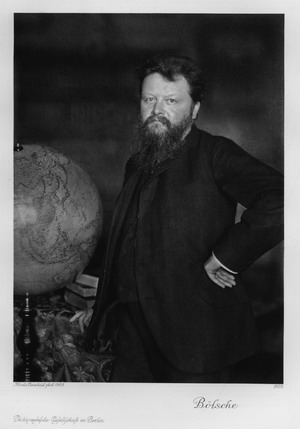
Wilhelm Bölsche 1908 auf einer Fotografie von Nicola Perscheid

Wilhelm Karl Eduard Bölsche (* 2. Januar 1861 in Köln; † 30. August 1939 in Schreiberhau, Provinz Schlesien) war ein deutscher Schriftsteller.

## Familie
Er war Sohn des Redakteurs Karl Bölsche (1813–1891); in erster Ehe war er verheiratet mit Adele Bertelt (1860–1942), die Ehe wurde 1896 geschieden. In zweiter Ehe heiratete Bölsche Johanna Walther (1863–1923), eine Jugendfreundin. Das Ehepaar hatte drei Kinder: Ernst Wilhelm Julius (1898–1899), Karl Erich Bruno (1899–1977) und Johanna Alwine Elisabeth (1900–1935). Er starb am 30. August 1939 und wurde auf dem evangelischen Friedhof von Nieder-Schreiberhau in Abt. F 3 neben seiner Ehefrau Johanna begraben (das Grab ist aufgrund der späteren Verwüstung des Friedhofs nicht mehr erkennbar).

## Leben

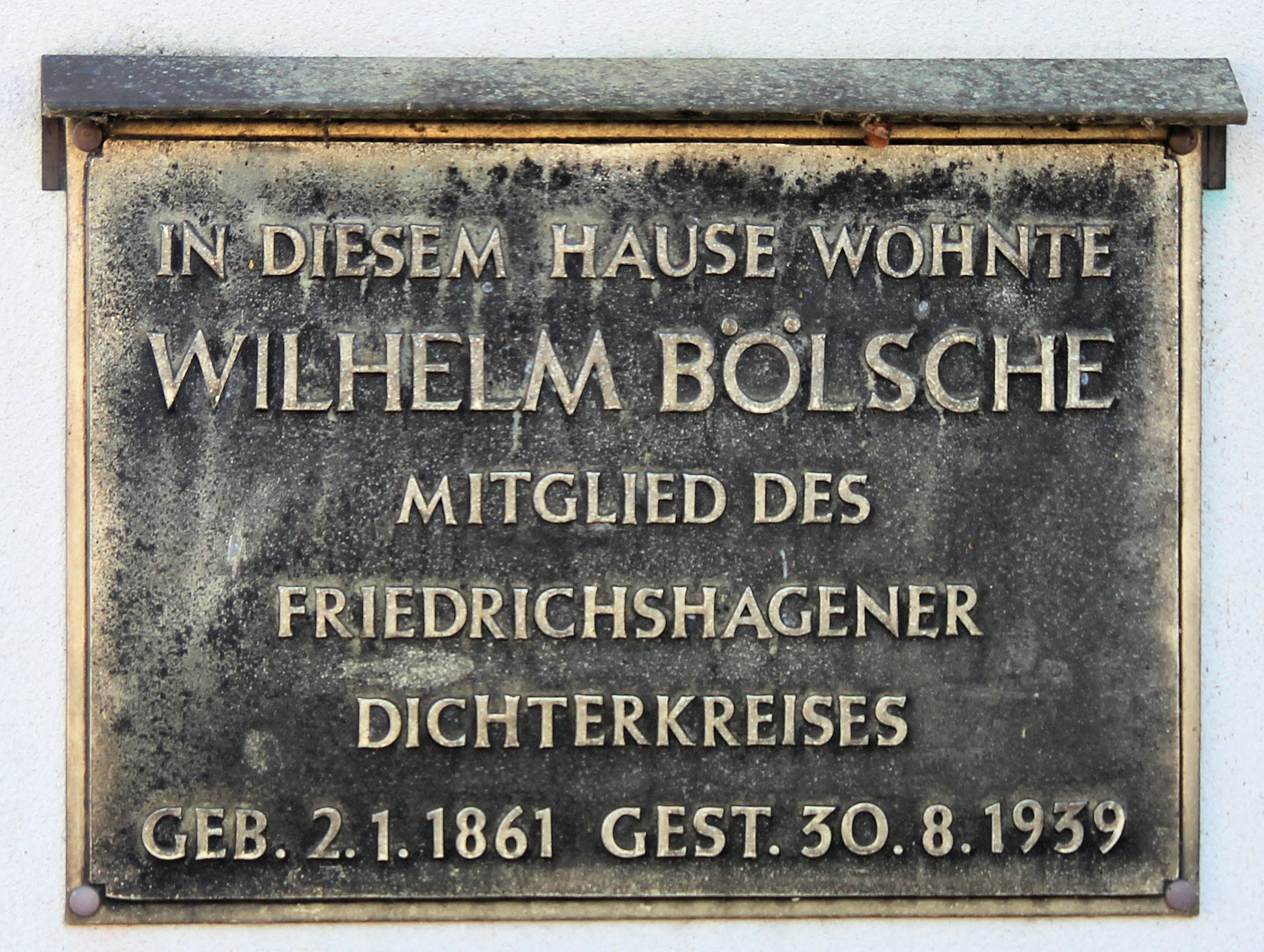
Gedenktafel am Haus Müggelseedamm 254, in Berlin-Friedrichshagen

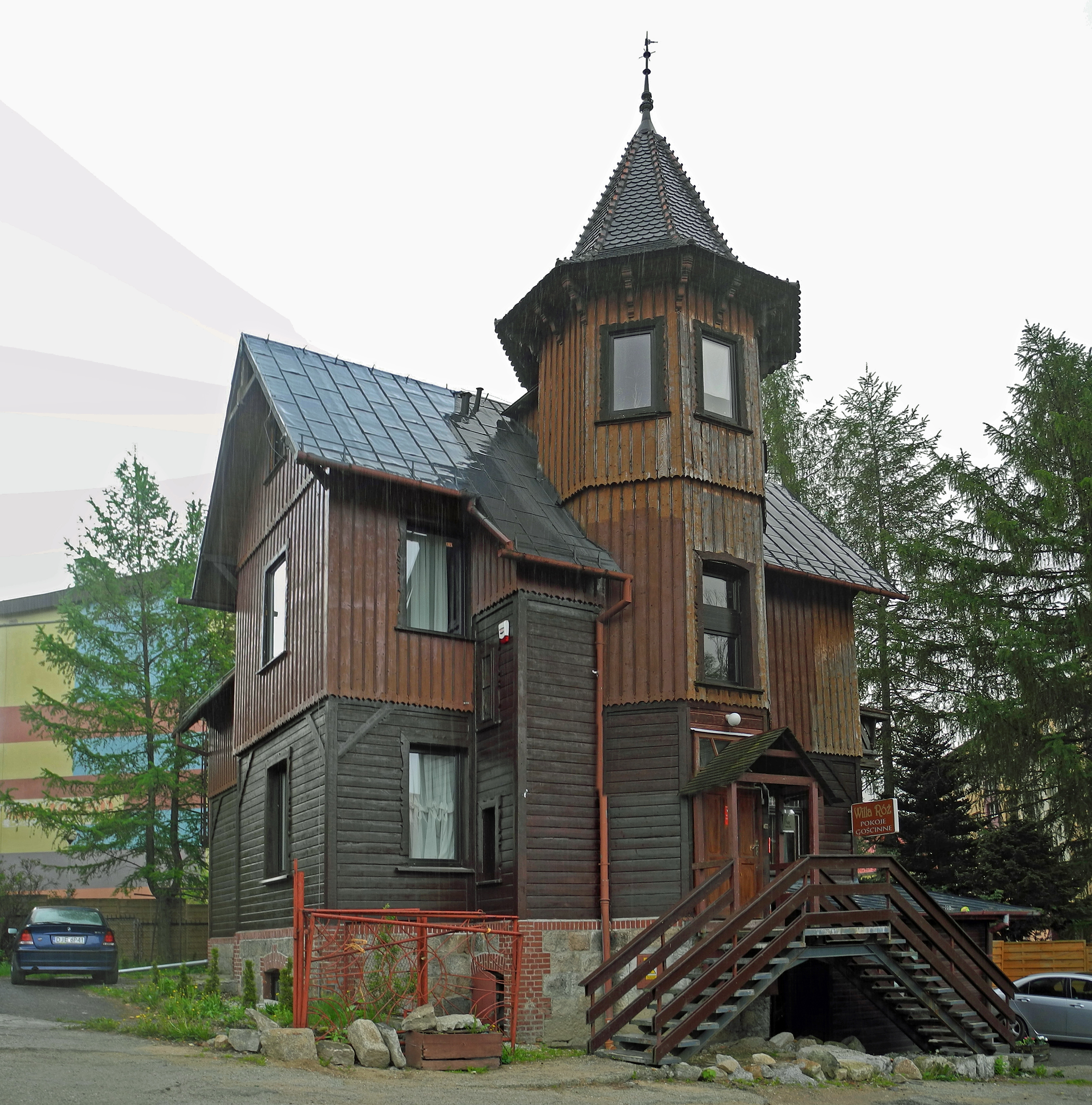
Turmvilla in Schreiberhau

Wilhelm Bölsche studierte von 1883 bis 1885 Philosophie, Kunstgeschichte und Archäologie an der Universität Bonn und lebte ab Herbst 1887 in Berlin. Während des Studiums wurde er Mitglied des Philologischen Vereins Bonn im Naumburger Kartellverband. Von 1890 bis 1893 redigierte er für den Verleger S. Fischer die „Freie Bühne“; die grünen Hefte galten als die wichtigste kulturpolitische Zeitschrift Deutschlands und als Organ des Naturalismus. Die Autoren trafen sich „im Grünen“. Bölsche wohnte ab Sommer 1890 an wechselnden Wohnstätten in Berlin-Friedrichshagen: zunächst in der Scharnweberstraße 73, ab Frühjahr 1891 in der Wilhelmstraße 72 (seit 1951: Peter-Hille-Straße 66), ab 1894 in der Ahornallee 19. Ab Oktober 1893 lebte er in Zürich, wo er unter anderem Franz Blei und Anita Augspurg kennenlernte. 1894 kehrte er zurück nach Friedrichshagen. Er wurde – neben Bruno Wille – Zentralfigur des Friedrichshagener Dichterkreises und galt als „Seele und Geist von Friedrichshagen“. Bölsche wurde in Berlin Mitglied der Freireligiösen Gemeinde und war 1906 Mitgründer des Deutschen Monistenbundes und seit Beginn im Jahr 1905 Mitglied der Gesellschaft für Rassenhygiene.
1918 siedelte Bölsche dauerhaft nach Schreiberhau im Riesengebirge über, wo er viele Jahre in der „Villa Carmen“ in Ober-Schreiberhau und in den 1930er Jahren in der sog. Turmvilla in der Winklerstraße 736 (heutige ul. 1 Maja 33) wohnte.
Bölsche gab die Werke namhafter deutscher Schriftsteller heraus, so von Heinrich Heine (1887), Wilhelm Hauff (1888), Ludwig Uhland (1893), Christoph Martin Wieland (1902), Novalis (1903) sowie einzelne Schriften von Alexander von Humboldt, Ludwig Büchner, Carus Sterne und Angelus Silesius. Obwohl die meisten Schriften Bölsches naturwissenschaftliche Themen behandeln, war er kein Naturwissenschaftler, sondern hat als Schriftsteller naturwissenschaftliche Themen popularisiert: Als ein fachkundiger Laie schrieb Bölsche für Laien. Mit seinem Buch Das Liebesleben in der Natur (1898) gilt Bölsche als der Schöpfer des modernen Sachbuches. Er war auch ein Initiator Deutschlands erster Volkshochschule und gab wichtige Impulse für die Lebensreformbewegung.
In Dutzenden von Büchern und „Kosmos“-Bänden popularisierte der Freidenker, Monist und Evolutionär das Wissen seiner Zeit, vor allem die Entwicklungslehre von Charles Darwin und Ernst Haeckel. Über Darwin, Haeckel und Johann Wolfgang von Goethe schrieb er Biographien. Außerdem betätigte er sich als Herausgeber zahlreicher Autoren. 

## Zitate
Bölsche drückte es in seinem Buch, das den Titel „Die Naturwissenschaftlichen Grundlagen der Poesie“ (1887) trug, folgendermaßen aus: „Der Dichter ... ist in seiner Weise ein Experimentator, wie der Chemiker, der allerlei Stoffe mischt, in gewisse Temperaturgrade bringt und den Erfolg beobachtet. Natürlich: der Dichter hat Menschen vor sich, keine Chemikalien. Aber... auch diese Menschen fallen ins Gebiet der Naturwissenschaften. Ihre Leidenschaften, ihr Reagieren gegen äußere Umstände, das ganze Spiel ihrer Gedanken folgen gewissen Gesetzen, die der Forscher ergründet hat und die der Dichter bei dem freien Experimente so gut zu beobachten hat, wie der Chemiker, wenn er etwas Vernünftiges und keinen wertlosen Mischmasch herstellen will, die Kräfte und Wirkungen vorher berechnen muss, ehe er ans Werk geht und Stoffe kombiniert.“
Ziel sei es, zu einer wahren mathematischen Durchdringung der ganzen Handlungsweise eines Menschen zu gelangen und Gestalten vor unserem Auge aufwachsen zu lassen, die logisch sind, wie die Natur.
In seinem Werk „Von Sonnen und Sonnenstäubchen“ (1903) machte sich Bölsche bereits Gedanken zu Landschaftsschutz, standortgerechter Forstwirtschaft und Vogelschutz: „Ich dachte an leichtsinnig zerstörte deutsche Landschaftsschönheit. Die wundervollen Elbsandsteinfelsen bei der Bastei, von roher Steinbrucharbeit angenagt. Das idyllische Siebengebirge, die Perle der gesamten Rheinlandschaft, schon in weiten Teilen fortgefressen durch gleichen Raubbetrieb. Die Urwaldpracht des Spreewaldes von Jahr zu Jahr eingeengt, aufgesaugt von winzigen Augenblickszwecken einer wahren Pygmäenkultur 1. Dazu eine nivellierende staatliche Forstkultur, die, um das Ärgernis eines hohlen Baumes zu beseitigen, eine schöne deutsche Vogelart um die andere am Mangel an Nistgelegenheit aussterben lässt. Landschaftliche Schutzgesetze 2, die zu spät kommen an Orten, wo ein Narr in einer Woche mehr roden und ausrotten kann, als die Natur in Jahrtausenden schenkt. Noch ist es zum Glück an unzähligen Orten nicht zu spät. Aber Heimatschutz muss eine Tat werden, eine Gewalt – nicht nur ein Wort. Wie unsere deutsche Landschaft dasteht, ist sie ein Kunstwerk, aus all seinem Zeitenwandel doch mit allen Mitteln der großen Zauberkünstlerin Natur einheitlich herausgestellt. Nun ist diese Natur eingesunken in uns, wir sind ihre Augen, ihre Hand.“

## Mitgliedschaften
Wilhelm Bölsche wurde noch im Gründungsjahr 1912 Mitglied der Paläontologischen Gesellschaft.

## Ehrungen
Bölsche zu Ehren sind ein Berggrat im Riesengebirge, eine Insel in Spitzbergen, eine Schule in Berlin sowie Straßen in etlichen deutschen Städten benannt worden, darunter die Bölschestraße in Berlin-Friedrichshagen.
Der Stuttgarter Kosmos-Verlag, zu dessen produktivsten Autoren Wilhelm Bölsche zählte, verlieh in den 1960er und 1970er Jahren an verdiente Persönlichkeiten eine Bölsche-Medaille. Zu den Preisträgern gehören Alexander Mitscherlich, Theo Löbsack, Carl Friedrich von Weizsäcker, Irenäus Eibl-Eibesfeldt, Hoimar von Ditfurth, Karl Steinbuch, Wilhelm Fröhlich und Christa Meves.
Im Januar 2001 wurde der am 31. März 1998 in der Volkssternwarte Drebach (Erzgebirge) entdeckte Planetoid 1998 FC127 nach Bölsche benannt. Er trägt jetzt die offizielle Bezeichnung (17821) Bölsche und bewegt sich zwischen den Planeten Mars und Jupiter um die Sonne.

## Einzelausgaben

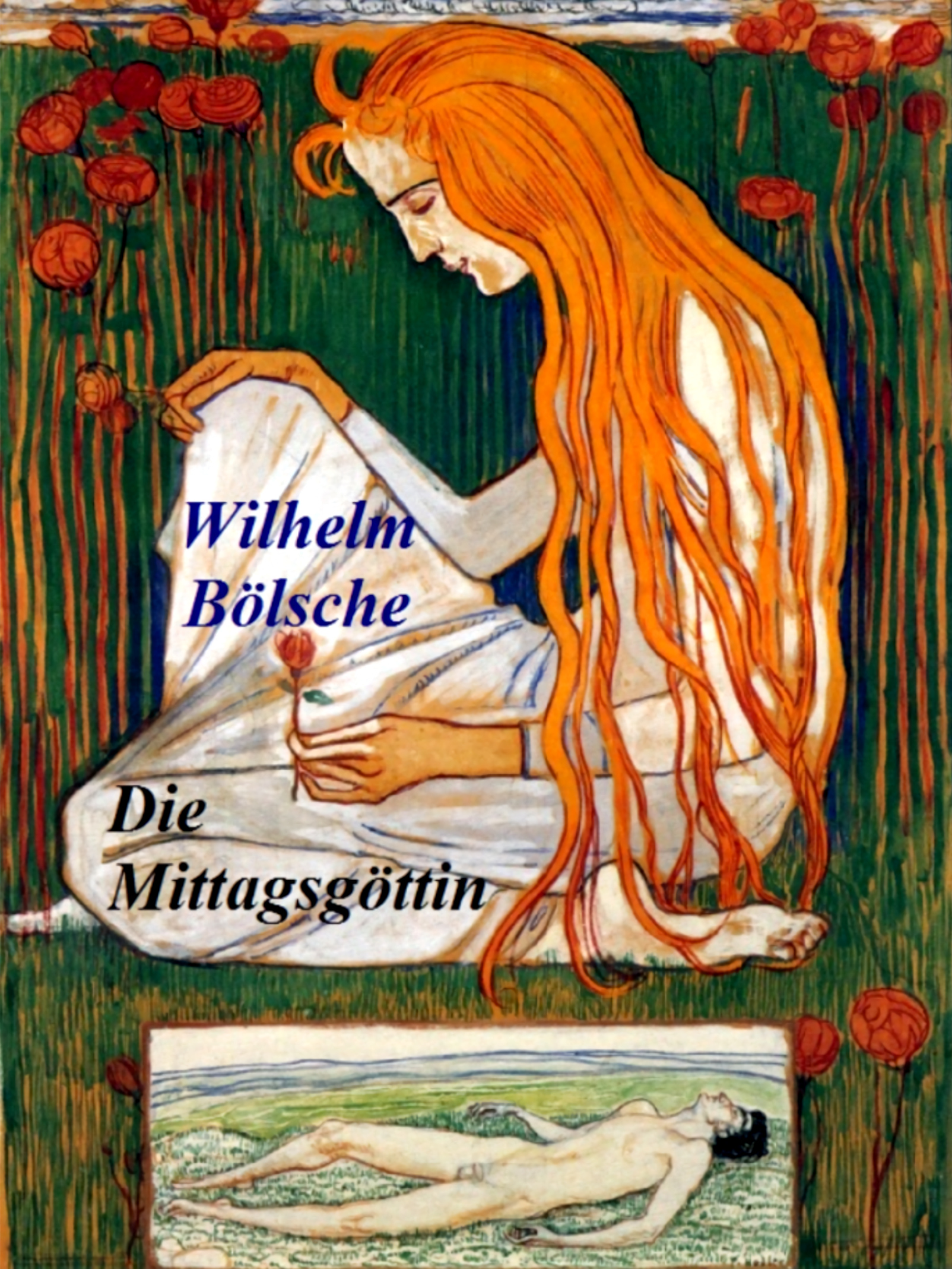
Die Mittagsgöttin
Cover: Ferdinand Hodler

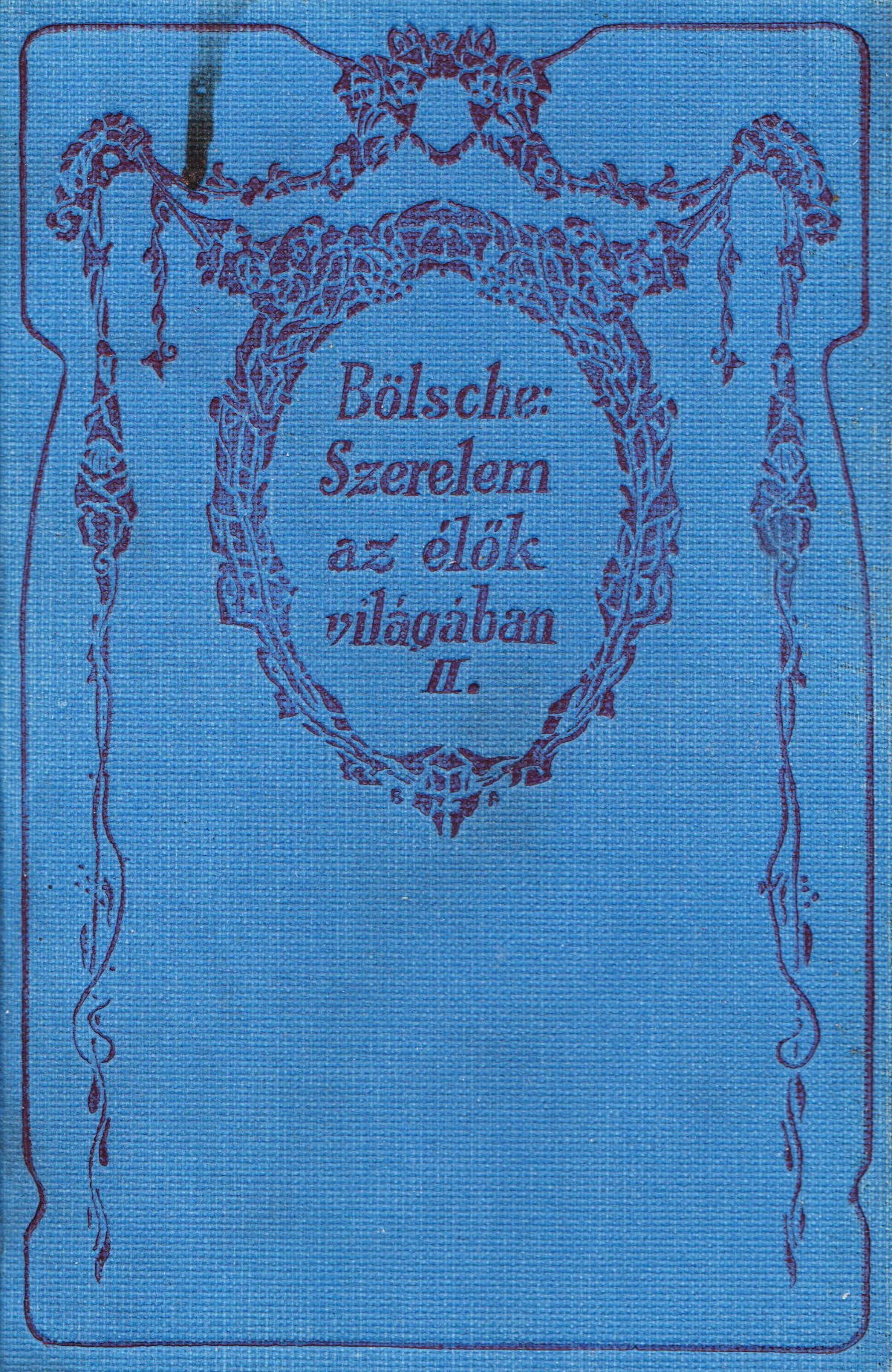
Liebe in der Welt des Lebens (Ungarische Ausgabe)

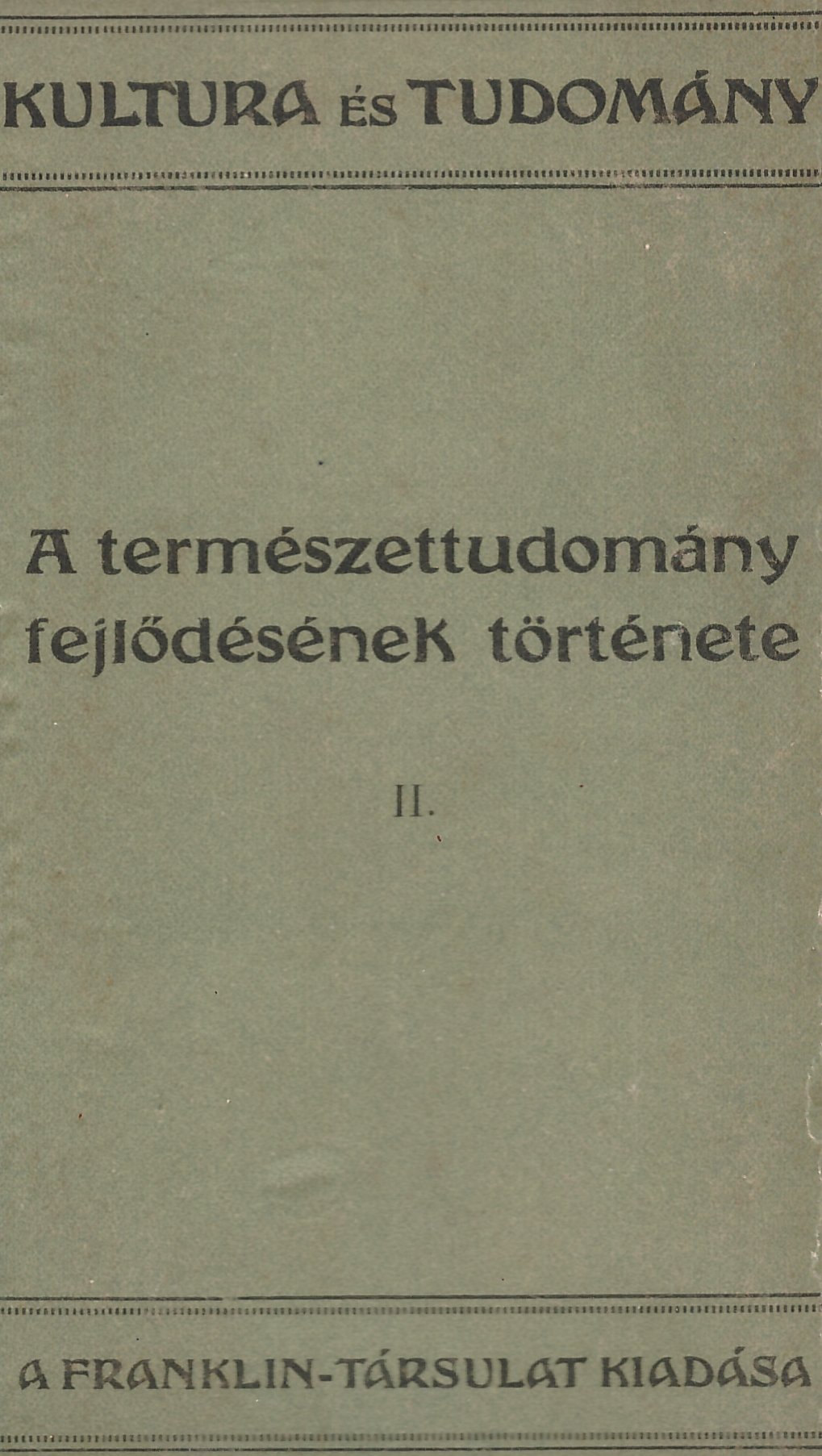
Entwicklungsgeschichte der Wissenschaft (Ungarische Ausgabe)

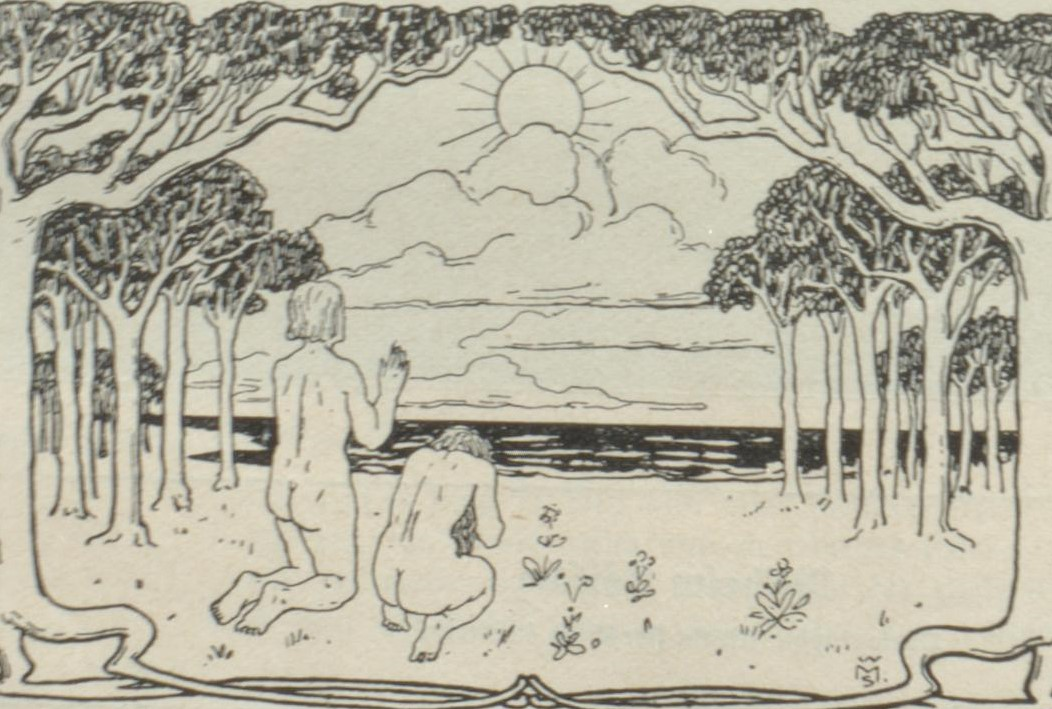
Wilhelm Müller-Schönefeld: Illustration zu Das Liebesleben in der Natur

- Paulus. Roman aus der Zeit des Kaisers Marcus Aurelius, 2 Bde., 1885
- Der Zauber des Königs Arpus, Roman, 1887
- Die naturwissenschaftlichen Grundlagen der Poesie. Prolegomena einer realistischen Ästhetik, 1887
- Heinrich Heine. Versuch einer ästhetisch-kritischen Analyse seiner Werke und seiner Weltanschauung, 1888
- Die Poesie der Großstadt, 1890 Digitalisierter Text
- Die Mittagsgöttin. Ein Roman aus dem Geisteskampfe der Gegenwart, 3 Bde., Roman, 1891 Digitalisierter Text
- Freireligiöse Neujahrsgedanken. Festvortrag, gehalten am 1. Januar 1893 in der Freireligiösen Gemeinde zu Berlin, 1893
- Entwicklungsgeschichte der Natur, 2 Bde., 1894–1896
- Das Liebesleben in der Natur, 1898–1903
  - Bd. 1. Diederichs, Florenz u. Leipzig 1898. (Digitalisat und Volltext im Deutschen Textarchiv)
  - Bd. 2. Diederichs, Leipzig 1900. (Digitalisat und Volltext im Deutschen Textarchiv)
  - Bd. 3. Diederichs, Leipzig 1903. (Digitalisat und Volltext im Deutschen Textarchiv)
- Goethe im zwanzigsten Jahrhundert. Ein Vortrag, 1900
- Tiere der Urwelt, 1900 (Illustration: Heinrich Harder) Digitalisierte Kopie
- Ernst Haeckel. Ein Lebensbild, 1900
- Die Entwicklungslehre (Darwinismus), 1900
- Vom Bazillus zum Affenmenschen. Naturwissenschaftliche Plaudereien, 1900
- Hinter der Weltstadt. Friedrichshagener Gedanken zur ästhetischen Kultur, 1901
- Die Eroberung des Menschen, 1901
- Die Entwicklungslehre im 19. Jahrhundert, 1901
- Von Sonnen und Sonnenstäubchen. Kosmische Wanderungen, 1903
- Aus der Schneegrube. Gedanken zur Naturforschung, 1903
- Weltblick. Gedanken zu Natur und Kunst, 1904[10]
- Naturgeheimnis, 1905
- Der Sieg des Lebens, 1905
- Die Schöpfungstage. Umrisse zu einer Entwicklungsgeschichte der Natur, 1906
- Im Steinkohlenwald, 1906
- Auf den Spuren der tropischen Eiszeit, 1907
- Was ist die Natur?, 1907 (Illustration: Marie Gey-Heinze)
- Tierbuch. Eine volkstümliche Naturgeschichte (Illustration: Heinrich Harder), Berlin, Bondi 1908–1911
  - Bd. 1: 1908
  - Bd. 2: Das Pferd und seine Geschichte, 1909
  - Bd. 3: Der Hirsch und seine Geschichte, 1911
- Darwin, seine Bedeutung im Ringen um Weltanschauung und Lebenswert. 6 Aufsätze, 1909
- Auf dem Menschenstern. Gedanken zu Natur und Kunst, 1909
- Der Mensch in der Tertiärzeit und im Diluvium, 1909
- Komet und Weltuntergang, 1910
- Stunden im All, 1910
- Festländer und Meere im Wechsel der Zeiten, 1913
- Stirb und Werde! Naturwissenschaftliche und kulturelle Plaudereien, 1913
- Ernst Haeckel im Bilde. Eine phÿsiognomische Studie zu seinem 80. Geburtstage. Herausgegeben von Walther Haeckel. Mit einem Geleitwort von Wilhelm Bölsche. Georg Reimer, Berlin 1914. (24 Porträts von Ernst Haeckel aus verschiedenen Lebensaltern; dazu 14 Seiten kommentierender Text von Bölsche.)
- Tierwanderungen in der Urwelt, 1914 (Illustration: Heinrich Harder)
- Der Mensch der Zukunft, 1915
- Von Wundern und Tieren. Neue naturwiss. Plaudereien, 1915
- Der Stammbaum der Insekten, 1916
- Neue Welten – die Eroberung der Erde in Darstellungen großer Naturforscher. Deutsche Bibliothek, Berlin, 644 S, 1917
- Schutz- und Trutzbündnisse in der Natur, 1917
- Eiszeit und Klimawechsel, 1919
- Naturphilosophische Plaudereien, 1920
- Tierseele und Menschenseele, 1924
- Von Drachen und Zauberküsten. Abenteuer aus dem Kampf mit dem Unbekannten in der Natur, 1925
- Erwanderte deutsche Geologie. Die Sächsische Schweiz, 1925
- Die Abstammung der Kunst, Franck'sche Verlagshandlung, Stuttgart, Kosmos, Gesellschaft der Naturfreunde 1926, DNB 573890692
- Im Bernsteinwald, Franckh'sche Verlh., Stuttgart 1927, DNB 573890722
- Drachen. Sage und Naturwissenschaft. Eine volkstümliche Darstellung, 1929
- Der Termitenstaat. Schilderung eines geheimnisvollen Volkes, 1931
- Das Leben der Urwelt. Aus den Tagen der grossen Saurier. Dollheimer, Leipzig 1931 u. Fackelträger, Hannover o. J. (ca. 1955).
- Was muß der neue deutsche Mensch von Naturwissenschaft und Religion fordern. Vortrag, 1934

### Herausgeber
- Christoph Martin Wielands ausgewählte Werke, 4 Bde., 1902
- Novalis. Ausgewählte Werke, 3 Bde., 1903
- Des Angelus Silesius Cherubinischer Wandersmann, 1905

### Bearbeiter
- Curt Grottewitz: Mensch und Natur. Von Bölsche ergänzte Nachlaßausgabe.[11] Der Bücherkreis, Berlin 1928.

## Gesamtausgabe
Wilhelm Bölsche. Werke und Briefe. Wissenschaftliche Ausgabe. Hrsg. von Hans-Gert Roloff. Berlin: Weidler Buchverlag 2005 ff.

### Werke
- Wilhelm Bölsche. Erzählungen und Romane 1. Hrsg. von Hans-Gert Roloff und Gerd-Hermann Susen. Berlin: Weidler Buchverlag 2012 (Enthält: Lenzritter; Apollodorus; Paulus; Der Zauber des Königs Arpus)
- Wilhelm Bölsche. Romane 2. Hrsg. von Gerd-Hermann Susen. Berlin: Weidler Buchverlag 2005 (Enthält: Die Mittagsgöttin)

### Briefe
- Wilhelm Bölsche. Briefwechsel mit Autoren der Freien Bühne. Hrsg. von Gerd-Hermann Susen. Berlin: Weidler Buchverlag 2010 (Briefe und Kommentare, Briefverzeichnis auf correspSearch)
- Wilhelm Bölsche. Briefwechsel mit Carl und Gerhart Hauptmann. Hrsg. von Edith Wack. Berlin: Weidler Buchverlag 2018 (Briefe und Kommentare, Briefverzeichnis auf correspSearch)